# Jurica Pađen
Jurica Pađen (3. veljače 1955.) je hrvatski glazbenik.

## Životopis
Rođen je u Zagrebu, gdje odrasta na temeljima glazbe The Beatlesa koji ga i motiviraju za upis u glazbenu školu. Upisao je klasičnu gitaru, a već nakon niže glazbene škole počinje svirati i skladati svoje prve rock pjesme. Nakon završene glazbene škole, priključuje se Grupi 220, koja se kasnije transformira u "Parni valjak", i s njom ostaje 3 godine. 
Godine 1978. osniva grupu "Aerodrom" s kojom snima 5 studijskih albuma, a 1987. prelazi u "Azru" i s njom ostaje 3 godine. U međuvremenu je svirao i po bivšem SSSR-u odakle nosi u sebi neke nove utjecaje na svoju buduću glazbu koju će raditi.
Zajedno s Tomislavom Šojatom 1994. osniva "Pađen band". Snimaju 3 studijska albuma te Greatest hits i jedan album za vanjsko tržište. Zajedno su ponovo okupili sastav "Aerodrom" 2001. godine, te snimaju i 13. prosinca 2001. objavljuju album Na travi u izdanju Croatia recordsa pod etiketom Master musica. 
Godine 2007. objavljuju album pod nazivom "Rock @ Roll", ukupno jedanaesti album zagrebačkog rock sastava “Aerodrom”. 
Jurica je poznat kao vrlo traženi gostujući studijski glazbenik mnogim hrvatskim glazbenicima, a najzapaženiji je ipak kao autor mnogih hit pjesama drugih izvođača, što dokazuje i njegovo pojavljivanje na više od 30 albuma.
Bio je članom glazbenih sastava:
- Grupa 220
- Parni valjak
- Aerodrom - osnivač grupe 1978. godine
- Azra
- Pađen band
- 4 asa

## Samostalni album
Croatia records mu izdaje u lipnju 2005. godine prvi samostalni album Žicanje, s 15 instrumentalnih pjesama za sve koji vole zvuk gitare.

## Vanjske poveznice

### Sestrinski projekti
|  | Zajednički poslužitelj ima još gradiva o temi Aerodrom |